# Ludolph Berkemeier

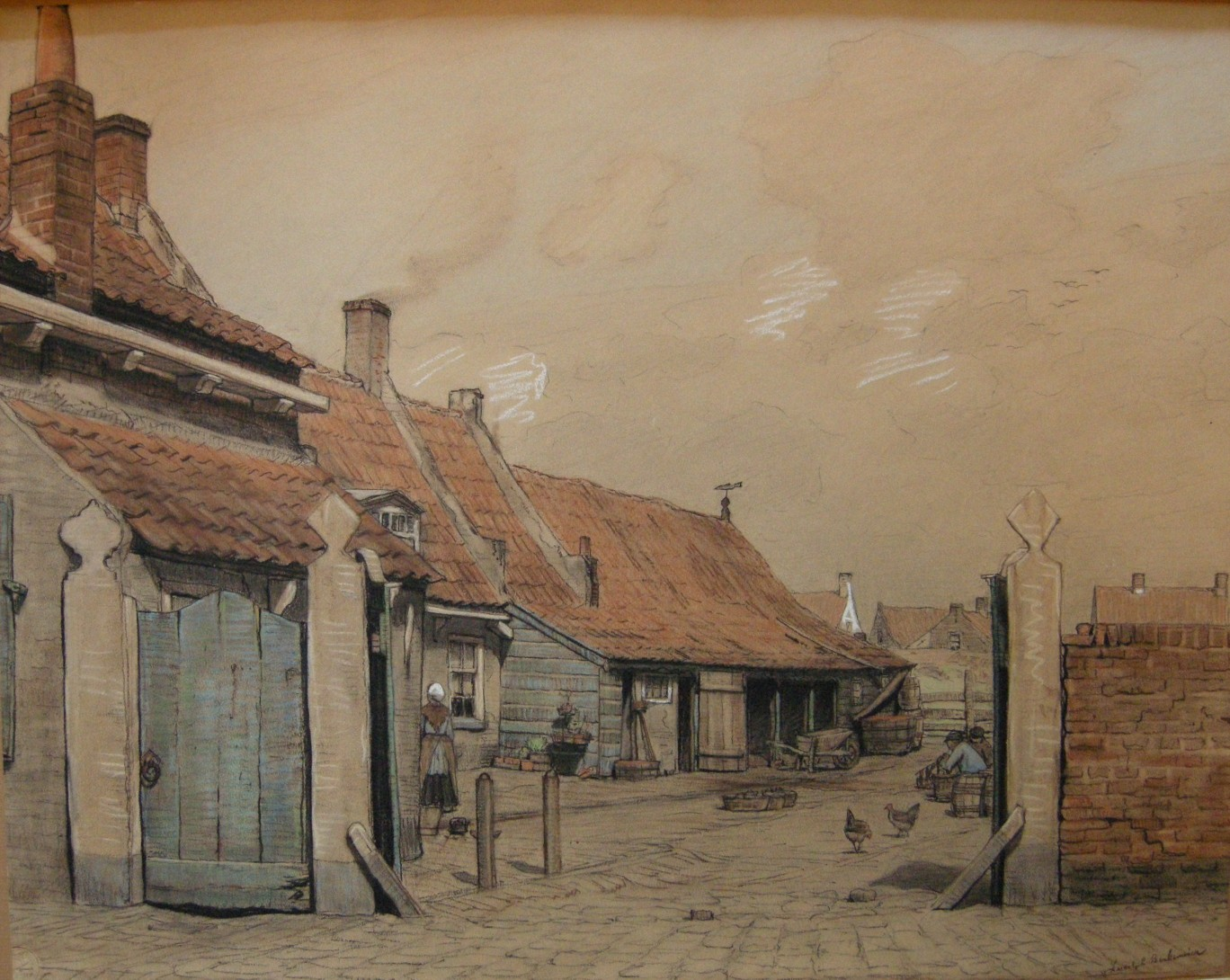
Räucherei in Noordwijk, circa 1910

Ludolph Georg Julius Berkemeier (* 20. August 1864 in Tilburg; † 18. Juli 1931 in Noordwijk aan Zee) war ein niederländischer Künstler. Wegen seiner gewählten Bildgattungen und Palette ist er der zweiten Generation der Haager Schule zuzurechnen. Er durchlief seine Ausbildung an den Kunsthochschulen zu Düsseldorf und zu Weimar. Nach seiner Rückkehr nach den Niederlanden ließ er sich in Noordwijk aan Zee nieder und hatte engen Kontakt zur Haager Schule, der wesentlich für sein Werk war.

## Leben und Werk
Zwei Jahre besuchte er die Kunstakademie Düsseldorf. In der Landschaftsmalerei hatte Eugène Gustav Dücker, der ab etwa 1876 begann die Landschaftsmalerei der Düsseldorfer Malerschule neu zu prägten (hierzu sei auf das Gemälde von Wilhelm von Gegerfelt, Muschelsammler in Villerville, gemalt 1876/78, verwiesen), großen Einfluss auf Berkemeier. Diese aufkommenden neuen Strömungen in Deutschland, welche mit aus der Schule von Barbizon, der Haager Schule und der Weimarer Schule ihre Kraft zogen, hatten auch Berkemeier als angehenden Landschaftsmaler beeinflusst und nach dem zweijährigen Studium unternahm er zunächst Studienreisen, so auch nach Wiesbaden.
Dann ging es an die Großherzoglich-Sächsische Kunstschule Weimar. Hier traf er auf Theodor Joseph Hagen. Dieser betreute hier das Fach Landschaftsmalerei. Die Schüler hatten es mit einer Lehrkraft zu tun, die einen vollständigen Wandel von der Romantik über den Realismus bis hin zum Impressionismus durchlaufen hatte. Kunsthistorisch wird Hagen als einer der Wegbereiter der Strömung des Deutschen Impressionismus angesehen. Dabei findet sich bei ihm die Palette der Haager Schule wieder – dass er auch in den Niederlanden gewesen war, darf hier nicht unbeachtet bleiben! Für Berkemeier wurden hier schon die wesentlichen Voraussetzungen für diese neue Strömung gesetzt, um nach seiner Rückkehr in die Niederlande zur Haager Schule zu finden.
Dann ging es zurück nach Holland und er ließ sich zunächst in Baambrugge (Abcoude) nieder.
Im Jahre 1896 ging er zunächst kurzfristig nach Noordwijk aan Zee, um sich dann dort nieder zu lassen. Hier erwarb er später eine Pension und verkaufte Malgerät und Malmaterial. Sein Atelier hatte er ebenfalls in diesem Dorf.
Jan Hillebrand Wijsmuller war häufig in hier und ist mit Berkemeier in Katwijk und Noordwijk zum Malen unterwegs gewesen, um der Freiluftmalerei nachzugehen. Er war in dieser Zeit der Lehrer von Berkemeier.
Gestorben ist er im Alter von nur 66 Jahren in Noordwijk. In Noordwijk galt Berkemeier als Malerpersönlichkeit.

## Zu seinem Œuvre
Er bediente sich vieler Bildgattungen. Zunächst hatte er die Landschaftsmalerei mit dem Genre kombiniert. Dann zählten in der Landschaftsmalerei die Untergattungen der Strandszenen bzw. Dünenlandschaft, die Bomschuit'en sowie Stadt-, Dorf und Wintergesichter zu seinem Repertoire. Darüber hinaus griff er auch das Stillleben auf.
Berkemeier folgt beim Bildaufbau der Tradition der Landschaftsmalerei des Goldenen Zeitalters. Der Horizont ist meist im unteren Drittel und wandert, je nach Motivwahl zu Halbierenden und dann wird er schon im oberen Drittel gesetzt. Auch die von links unten nach rechts oben laufende steigende Linie findet sich in seinen Werken wieder.
Darüber hinaus fertigte er auch Buchillustrationen und Grafiken an.
Der Kontakt zu der Haager Schule der zweiten Generation über Wijsmuller und seine Mitgliedschaft zu der Künstlergesellschaft Arti et Amicitiae waren wesentlich für sein Schaffen.

## Ausstellungen
- 1903 Stedelijke internationale tentoonstelling van kunstwerken van levende meesters, Stedelijk Museum, Amsterdam.
- 1907 Stedelijke internationale tentoonstelling van kunstwerken van levende meesters, Stedelijk Museum, Amsterdam.

## Museen
- Frans Hals Museum, Haarlem
- Gemeentemuseum, Den Haag
- Vrienden Museum Noordwijk, Noordwijk